# Gnathonemus
Gnathonemus ist eine Gattung von Süßwasserfischen aus der Familie der Mormyridae (Nilhechte). Die Tiere leben in schlammigen und trüben Gewässern in Angola, im Stromgebiet des Kongo, im Viktoria- und Tanganjikasee, im Victoria-Nil, im unteren Niger, im Ogun, Cross River und im oberen Schari.

## Merkmale
Gnathonemus-Arten werden 11 bis 36 Zentimeter lang. Ihr Körper ist, verglichen mit dem anderer Mormyriden, kurz oder nur mäßig langgestreckt. Rücken- und Afterflosse sind etwa gleich lang und stehen sich symmetrisch gegenüber. Das Maul liegt endständig an der verlängerten Schnauze. Die Zähne sind auf eine Reihe in der Kiefermitte beschränkt.

## Arten
- Gnathonemus barbatus Poll, 1967
- Gnathonemus echidnorhynchus Pellegrin, 1924
- Gnathonemus longibarbis (Hilgendorf, 1888)
- Elefantenrüsselfisch (Gnathonemus petersii) (Günther, 1862)